# أكشن فورس
أكشن فورس: إنترناشيونال هيروس (بالإنجليزية: Action Force: International Heroes)‏ ، هي لعبة فيديو إلكترونية من نوع أكشن وألغاز، أنتجت سنة 1987م، وصدرت في أسواق الولايات المتحدة الأمريكية.